# Peter Dürrfeld
Peter Dürrfeld (f. 21. juli 1942) er en dansk forfatter. Peter Dürrfeld debuterede i 1976 med bogen Kandidaten. Dürrfeld har skrevet adskillige romaner og en række bøger om skak.
Peter Dürrfeld har skrevet følgende bøger:
Skudt i hjertet, Bolden er rund, Rejsekammeraten, Bravo, Mozart!, Mor til fire, Den virkelige virkelighed, En giftig historie, Otium og En sikker kreds
Han har desuden udgivet to novellesamlinger Linie 4 samt Appelsiner
Dürrfeld opnåede i 1989 et arbejdslegat fra Statens Kunstfond og modtog i 1998 Det danske Kriminalakademis diplom.
I 2022 udkom erindringsbogen Mine sporvogne - alle atten linier!.